# 3-я горнопехотная дивизия (вермахт)
3-я го́рнопехотная диви́зия (нем. 3. Gebirgs-Division) — горнопехотная дивизия сухопутных войск вермахта, созданная в апреле 1938 года из 5-й и 7-й дивизий австрийской армии. К концу войны в дивизии было 33 награждения Рыцарским крестом.

## Боевой путь дивизии

### Польша
В сентябре 1939 года дивизия участвовала в Польской кампании (наступала из Словакии в направлении на Сан), должна была участвовать во взятии Львова. Но ещё в разгар боевых действий дивизию передислоцировали на охрану западной границы.

### Норвегия

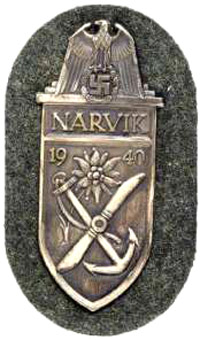
Щит «Нарвик» (из 2755 солдат сухопутных войск вермахта, награждённых щитом, 2338 служили в 3-й горнопехотной дивизии).

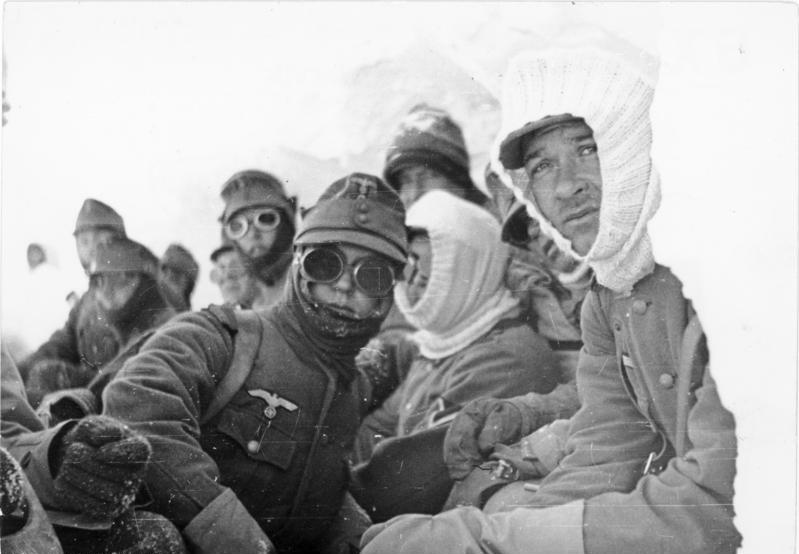
Кризисный этап Битвы при Нарвике: горные стрелки оттеснены в норвежские скалы.

Весной 1940 года дивизия была задействована в Норвежской кампании и Битве при Нарвике. 139-й горнопехотный полк дивизии (нем. Gebirgs-Jäger-Regiment 139) непосредственно захватывал Нарвик. В мае 1940-го британские экспедиционные войска, вместе с которыми воевали французские и польские части, вытеснили упорно сопротивлявшихся солдат 3-й горнопехотной дивизии из Нарвика в горную местность, и продолжили сжимать кольцо, используя численный перевес. Однако неблагоприятное течение боевых действий во Франции в этот же период вынудило британское командование отозвать свои силы из Нарвика. После нескольких недель боёв, к 8 июня 1940 года, Нарвик оказался целиком в руках немецких горных стрелков, а изображение Нарвикского щита стало считаться для дивизии именным.
Во время оккупации Норвегии силами нацистской Германии дивизия оставалась на территории этого государства.

### Советский Союз
С 22 июня 1941 года 3-я горнопехотная дивизия наступала на Мурманск с территории Финляндии в составе горного корпуса «Норвегия». Летом и осенью она оказалась втянута в кровопролитные бои в районе реки Лица. В январе 1942 года отведена в Германию на переформирование и восстановление. С апреля этого года она несколько месяцев находилась на территории Норвегии в окрестностях Лиллехаммера.
С конца сентября 1942 года 3-я горнопехотная дивизия вновь оказалась на Восточном фронте. На завершающих этапах операции «Нордлихт» участвовала в срыве попытки деблокирования Ленинграда советскими войсками (пос. Гайтолово, пос. Мга, Синявинские высоты). Ноябрь-декабрь — бои в районе Великих Лук.
В январе 1943 года дивизия перемещена в Могилёв для восстановления. В апреле дивизия перебрасывается в район Ворошиловграда, ведёт бои на «Миус-фронте».
С осени 1943 года дивизия воевала на Украине (оборона Никопольского плацдарма), в 1944 году — в Молдавии, в Карпатах, Венгрии, Словакии. В 1945 году отступила в Силезию.

## Состав дивизии
1939 год 
- 138-й горнопехотный полк
- 139-й горнопехотный полк
- 112-й горно-артиллерийский полк
- 112-й разведывательный батальон
- 48-й противотанковый батальон
- 83-й горный саперный батальон
- 68-й горный батальон связи

 1942 год 
- 138-й горнопехотный полк
- 144-й горнопехотный полк
- 112-й горно-артиллерийский полк
- 95-й горный противотанковый батальон
- 83-й горный саперный батальон
- 68-й горный батальон связи
- 83-й разведывательный эскадрон

 Конец 1944 года 
- 138-й горнопехотный полк
- 144-й горнопехотный полк
- 112-й горно-артиллерийский полк
- 95-й горный противотанковый батальон
- 83-й горный разведбатальон
- 83-й горный саперный батальон
- 68-е дивизионное подразделение

## Командиры дивизии
- с 23 апреля 1938 года — генерал-майор (с апреля 1940 — генерал-лейтенант) Эдуард Дитль
- с 14 июня 1940 года — полковник Юлиус Рингель
- с 23 октября 1940 года — генерал-майор (с июля 1942 — генерал-лейтенант) Ганс Крейзинг
- с 29 сентября 1943 года — генерал-лейтенант Август Витман
- с 3 июля 1944 года — генерал-лейтенант Пауль Клат[англ.] (англ.)

## Награждённые Рыцарским крестом Железного креста

### Рыцарский крест Железного креста (30)
- Эдуард Дитль, 09.05.1940 — генерал-лейтенант, командир 3-й горнопехотной дивизии
- Алоиз Виндиш, 20.06.1940 — полковник, командир 139-го горнопехотного полка
- Ганс Рор, 20.06.1940 — лейтенант резерва, командир взвода 7-й роты 139-го горнопехотного полка
- Виктор Шёнбек, 20.06.1940 — капитан, командир 13-й роты 139-го горнопехотного полка
- Ганс фон Шлебрюгге, 20.06.1940 — майор, командир 1-го батальона 139-го горнопехотного полка
- Людвиг Штаутнер, 20.06.1940 — майор, командир 1-го батальона 139-го горнопехотного полка
- Вольф Хагеманн, 04.09.1940 — оберстлейтенант, командир 3-го батальона 139-го горнопехотного полка
- Артур Хауссельс, 04.09.1940 — майор, командир 2-го батальона 139-го горнопехотного полка
- Антон Хольцингер, 11.01.1941 — майор, командир 1-го батальона 138-го горнопехотного полка
- Вальтер Гирль, 31.07.1942 — обер-лейтенант, командир 7-й роты 138-го горнопехотного полка
- Пауль Клатт, 04.01.1943 — полковник, командир 138-го горнопехотного полка
- Иоганн Май, 25.01.1943 — обер-лейтенант, командир 3-го батальона 138-го горнопехотного полка
- Вольфхарт Вике, 08.02.1943 — обер-лейтенант, командир 5-й роты 144-го горнопехотного полка
- Фридрих Фридманн, 12.02.1943 — полковник, командир 144-го горнопехотного полка
- Франц Лист, 03.03.1943 — капитан, командир 2-го батальона 144-го горнопехотного полка
- Курт Триппензее, 02.04.1943 — обер-фельдфебель, командир взвода 7-й роты 144-го горнопехотного полка
- Вальтер Вридт, 25.10.1943 — обер-фельдфебель, командир взвода 13-й роты 138-го горнопехотного полка
- Юлиус Грунд, 30.10.1943 — капитан, командир 1-го батальона 138-го горнопехотного полка
- Карл Пабст, 04.11.1943 — капитан, командир 3-го дивизиона 112-го горного артиллерийского полка
- Альберт Радезински, 07.12.1943 — обер-ефрейтор, пулемётчик 4-й роты 138-го горнопехотного полка
- Иоганн Бенедикт, 11.12.1943 — обер-ефрейтор, связной 6-й роты 138-го горнопехотного полка
- Хорст Хайнрих, 30.12.1943 — обер-лейтенант, командир 2-й роты 83-го горного саперного батальона
- Франц Хольцингер, 13.04.1944 — лейтенант резерва, командир взвода 1-й роты 95-го горного противотанкового батальона
- Герберт Ходурек, 15.04.1944 — капитан, командир 3-го батальона 144-го горнопехотного полка
- Антон Лорьх, 04.06.1944 — оберстлейтенант, командир 144-го горнопехотного полка
- Ганс Виттенцелльнер, 09.06.1944 — обер-фельдфебель, командир взвода 1-й роты 144-го горнопехотного полка
- Юлиус Шпари, 10.09.1944 — штабс-фельдфебель, командир взвода 7-й роты 138-го горнопехотного полка
- Макс Клосс, 26.11.1944 — майор, командир 2-го батальона 144-го горнопехотного полка
- Карл Зелингер, 12.12.1944 — фельдфебель, командир взвода штабной роты 2-го батальона 144-го горнопехотного полка
- Маттеус Хетценауэр, 17.04.1945 — ефрейтор, снайпер 7-й роты 144-го горнопехотного полка

### Рыцарский крест Железного креста с Дубовыми листьями (3)
- Ганс Крейзинг (№ 183), 20.01.1943 — генерал-лейтенант, командир 3-й горнопехотной дивизии
- Альберт граф фон дер Гольц (№ 316), 02.11.1943 — оберстлейтенант резерва, командир 144-го горнопехотного полка
- Пауль Клатт (№ 686), 26.12.1944 — генерал-лейтенант, командир 3-й горнопехотной дивизии

## Самые известные солдаты дивизии
В 3-й горнопехотной дивизии в одном (144-м) полку служили снайпер вермахта № 1 Маттеус Хетценауэр и снайпер № 2 Йозеф Аллербергер.